# St. Louis Hawks 1957-1958
La stagione 1957-58 dei St. Louis Hawks fu la 9ª nella NBA per la franchigia.
I St. Louis Hawks vinsero la Western Division con un record di 41-31. Nei play-off vinsero la finale di division con i Detroit Pistons (4-1), vincendo poi il titolo battendo nella finale NBA i Boston Celtics (4-2).

## Roster
| N° | Naz.                   | Ruolo | Sportivo         | Anno | Alt. | Peso |
| -- | ---------------------- | ----- | ---------------- | ---- | ---- | ---- |
| 9  | Stati Uniti (bandiera) | AC    | Bob Pettit       | 1932 | 206  | 93   |
| 11 | Stati Uniti (bandiera) | AC    | Jack Coleman     | 1924 | 201  | 88   |
| 12 | Stati Uniti (bandiera) | AC    | Walt Davis       | 1931 | 203  | 93   |
| 12 | Stati Uniti (bandiera) | AC    | Red Morrison     | 1932 | 203  | 100  |
| 13 | Stati Uniti (bandiera) | C     | Chuck Share      | 1927 | 211  | 107  |
| 15 | Stati Uniti (bandiera) | GA    | Win Wilfong      | 1933 | 188  | 84   |
| 16 | Stati Uniti (bandiera) | GA    | Cliff Hagan      | 1931 | 193  | 95   |
| 17 | Stati Uniti (bandiera) | GA    | Med Park         | 1933 | 188  | 93   |
| 17 | Stati Uniti (bandiera) | G     | Worthy Patterson | 1931 | 188  | 79   |
| 19 | Stati Uniti (bandiera) | GA    | Frank Selvy      | 1932 | 191  | 82   |
| 20 | Stati Uniti (bandiera) | AC    | Ed Macauley      | 1928 | 203  | 84   |
| 21 | Stati Uniti (bandiera) | G     | Jack McMahon     | 1928 | 185  | 84   |
| 22 | Stati Uniti (bandiera) | G     | Slater Martin    | 1925 | 178  | 77   |

## Staff tecnico
- Allenatore: Alex Hannum
- Preparatore atletico: Bernie Ebert